# Дора и градът на златото
„Дора и градът на златото“ (на английски: Dora and the Lost City of Gold) е щатска приключенска комедия от 2019 г. на режисьора Джеймс Бобин, базирана на анимационните сериали „Дора изследователката“ и „Дора и приятели“, излъчвани съответно по Nick Jr. и „Никелодеон“, участват Изабела Монер, Еухенио Дербес, Майкъл Пеня, Ева Лонгория и Дани Трехо като гласа на Ботичко. Базиран е на легендарния град на инките – Паитити. Разпространен от „Парамаунт Пикчърс“, „Дора и градът на златото“ е продуциран от „Парамаунт Плейърс“ и „Никелодеон Моувийс“, съвместно със „Уолдън Медия“, „Медия Райтс Капитал“ и „Бър Продъкшънс“. Филмът е пуснат в Съединените щати на 9 август 2019 г.

## В България
В България филмът е пуснат по кината на 23 август 2019 г. от „Форум Филм България“.
През 2020 г. е излъчен за първи път по HBO.
На 24 декември 2021 г. се излъчва премиерно по „Нова телевизия“ в петък от 16:00 ч.
Дублажи
| Озвучаващи артисти  | Мина Костова Татяна Захова Елена Бойчева Иван Велчев Росен Русев |
| Преводач            | Дарина Димитрова                                                 |
| Тонрежисьор         | Валентина Георгиева                                              |
| Режисьор на дублажа | Йоанна Микова                                                    |

| Озвучаващи артисти  | Йорданка Илова Елисавета Господинова Яница Митева Стефан Сърчаджиев-Съра Ивайло Велчев Димитър Иванчев |
| Преводач            | Саша Добрева                                                                                           |
| Тонрежисьор         | Лазар Йончев                                                                                           |
| Режисьор на дублажа | Димитър Кръстев                                                                                        |